# Thùng phuy
Thùng phuy là một vật dụng hình ống dùng để chứa và chuyên chở chất lỏng với dung tích lớn. Tên gọi "phuy/phi" xuất phát từ tiếng Pháp fût.

## Miêu tả
Vật liệu làm thùng phuy có thể là các tông, nhựa plastic hay kim loại (thường là thép không gỉ nhưng tục gọi là "sắt"). Trước kia loại thùng này làm bằng gỗ, gọi là thùng tô nô (tiếng Pháp tonneau). Loại thùng gỗ thường dùng chứa rượu vang, bia, v.v. Nay thùng sắt và thùng nhựa phổ biến hơn.
Dạng ống được dùng vì thùng phuy có thể đặt ngang, dễ di chuyển vị trí bằng cách lăn mà không cần máy móc.
Vì thùng phuy được dùng rộng rãi trong các thương vụ mua bán nên kích thước thùng phuy đã được chuẩn định theo tiêu chuẩn quốc tế: dung tích 55 gallon (200 lít); chiều cao 34.5 inch (876 mm); đường kính nắp và đáy 23 inch (584 mm). Loại thùng này lớn hơn thùng dầu thô (dung tích 42 gallon, tức 159 lít).

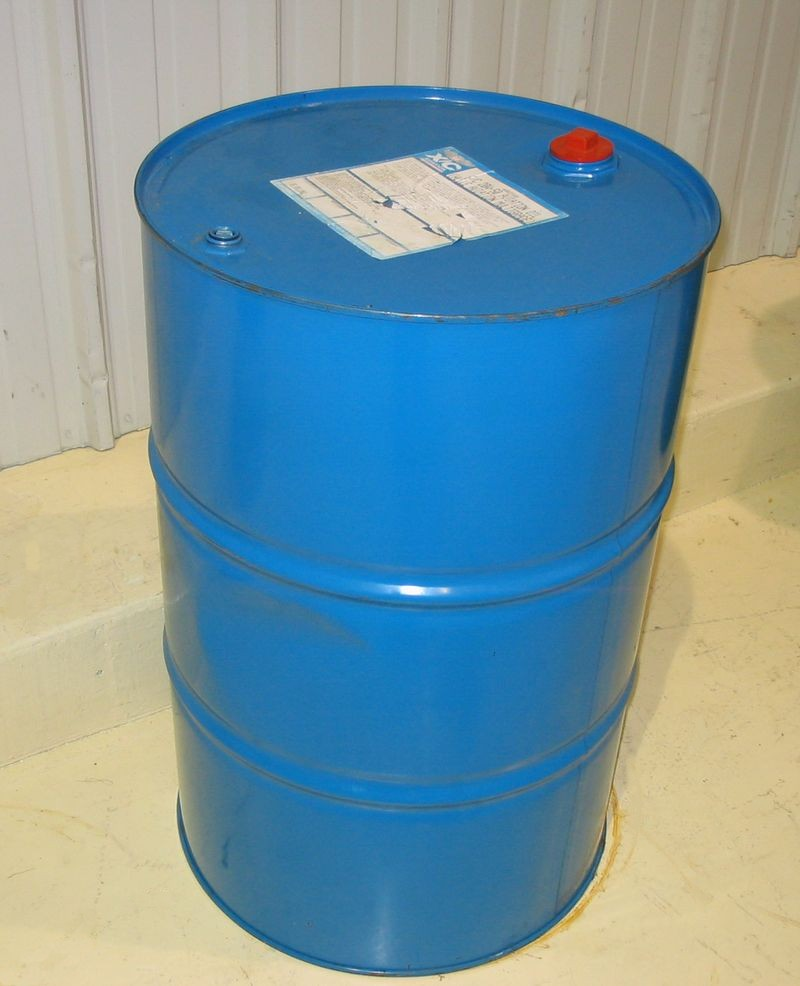
Thùng phuy kỹ nghệ 200 lít
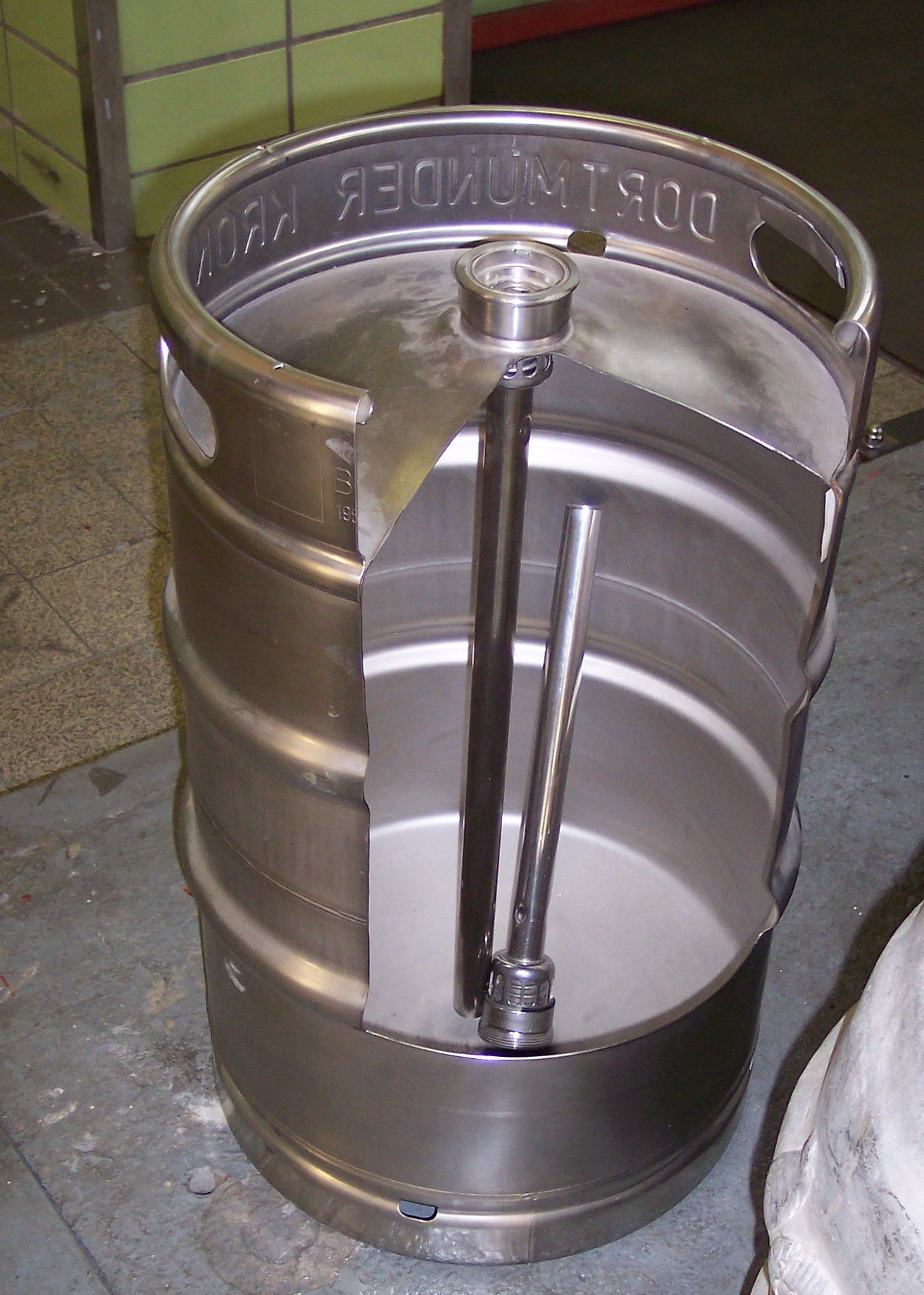
Thùng cất bia